# Mikroregion Velkobřezensko
Mikroregion Velkobřezensko bylo zájmové sdružení v okresu Ústí nad Labem, jeho sídlem bylo Velké Březno a jeho cílem byla podpora regionálního rozvoje. Sdružovalo celkem 6 obcí a bylo založeno v roce 2005. Zaniklo v roce 2015

## Obce sdružené vmikroregionu
- Homole u Panny
- Malé Březno
- Velké Březno
- Zubrnice
- Malečov
- Tašov